# Російсько-американська компанія
Російсько-американська компанія (рос. дореф. Россійско-Американская компанія) — напівдержавна колоніальна торгова компанія, заснована Григорієм Шеліховим і Миколою Резановим і затверджена імператором Павлом I 8 (19) липня 1799 р. Російсько-американська компанія після продажу Аляски формально існувала до 1881 року і виплачувала дивіденди до 1888 року.

## Назва
Повне офіційне найменування підприємства — Подъ Высочайшимъ Его Императорскаго Величества покровительствомъ Россійская Американская компанія (Під Найвищим Його Імператорської Величності заступництвом Російська Американська компанія).
Вчені-історики й історики-американісти наполягають, що правильна скорочена назва компанії — Російсько-американська компанія. Це підтверджується архівними даними і, головне, відображає суть компанії. Компанія була повністю російською, в ній ніколи не було американського капіталу і цілі і завдання компанії відповідали виключно російським інтересам. Слово "американська" додано лише як вказівку на те, що компанія діяла на території США - фактично фінансувала дослідження територій на Алясці й впливала на діюче місцеве керівництво. 

## Історія заснування

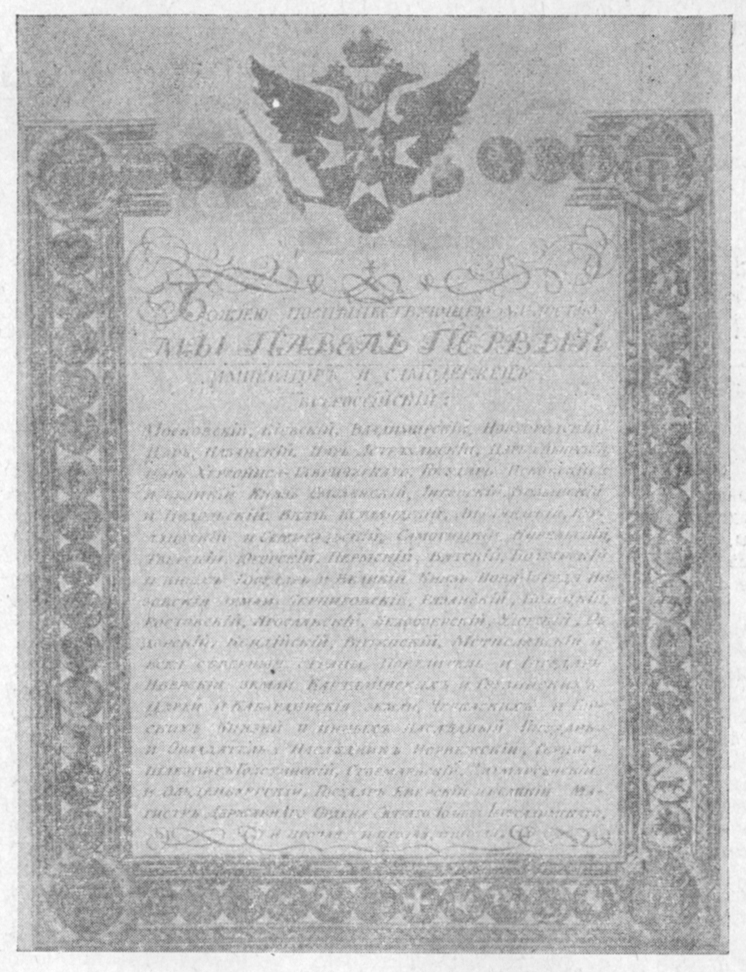
Перша сторінка указу Павла I про заснування РАК (1799)

У першій половині XVIII століття інформація про землі, що лежать на схід від Камчатки, була отримана від експедицій Вітуса Беринга і Дмитра Павлуцького. До 1780-м рр. на Алясці змогли закріпитися лише дві великі купецькі компанії: Шеліхова—Голікова і Лебедєва-Ласточкіна, між представниками яких йшло майже не припинялося суперництво. Воно завершилося в 1798 р., коли «лебедєвці» були змушені безславно залишити Америку. Таким чином, вже до 1799 р., коли відбулося оформлення Російсько-американської компанії (РАК), у Російській Америці фактично склалася гегемонія конгломерату компаній, що належали спадкоємцям Р. В. Шеліхова  і його колишнього компаньйона В. Л. Голікова, тобто майже повна торгово-промислова монополія. Освіта РАК лише юридично закріпило існуюче становище.
Відомий підприємець і організатор хутрового промислу Р. В. Шеліхов, що заклав у 1784 р. перше постійне поселення на острові Кадьяк, повернувшись в Росію, виступив з пропозицією надати його компанії значні привілеї. Проект Шеліхова передбачав захист від свавілля місцевої охотської і камчатської адміністрації шляхом передачі його компанії під заступництво Іркутського генерал-губернатора, посилку американські поселення військової команди, фахівців, місіонерів, санкції на купівлю у тубільних вождів в Америці рабів і розселення їх на Камчатці і Курилах, а також дозвіл на торгівлю з країнами Тихоокеанського басейну та Індією. Для здійснення цих широкомасштабних планів Шеліхов просив у скарбниці фінансову допомогу у розмірі 500 тис. руб. і наполягав на забороні іноземцям займатися торгово-промисловою діяльністю в межах формується Російської Америки.
У центральному уряді плани об'єднання купецьких компаній в єдину організацію розроблялися принаймні з 1780 р., коли секретар Комерц-колегії М. Д. Чулков подав генерал-прокурору князю А. А. В'яземському відповідний ретельно розроблений проект, згідно з яким компанія отримала б 30-річну монополію на промисел і торгівлю на всьому Тихоокеанському Півночі. Хоча проект Чулкова не отримав підтримки через стійку неприязнь до монополій імператриці Катерини II, він, очевидно, став відомий Р. В. Шеліхову і В. Л. Голікову і вплинула на їхні подальші плани і діяльність. На відміну від попередніх купецьких об'єднань, компанія Шеліхова—Голікова була започаткована в 1781 р. не на один «вояж», а на десять років, причому вона ставила своєю метою не просто видобуток хутра у Новому Світлі, а підстава там постійних поселень. При цьому компаньйони домагалися безпосереднього патронажу іркутських губернаторів і над своєю компанією, і над заснованими в Америці колоніями.
Комісія про комерцію, про плавання і торгівлі на Тихому океані в березні 1788 р. клопотала перед імператрицею про надання компанії Шеліхова—Голікова запитуваних нею пільг та державної допомоги, у тому числі надання їй торгово-промислової монополії як у вже освоєних компанією районах, так і на знову відкриваються нею територіях терміном до 20 років. Однак імператриця Катерина II різко відкинула прохання запопадливих купців і клопотання вищих державних інстанцій.
Після смерті імператриці 6 (17) листопада 1796 і вступу на престол імператора Павла I процес оформлення монополії на хутровий промисел і торгівлю в Новому Світі пішов семимильними кроками. Так, вже в 1796 р. ряд іркутських купців виступив з пропозицією об'єднати купецькі компанії для торгівлі в районі Курильських островів і Японії, а в 1797 р. в результаті злиття купецьких капіталів було покладено початок створення єдиної монопольної компанії на Тихоокеанському Півночі, де головну роль стали грати спадкоємці Р. В. Шеліхова і, в першу чергу, його зять Н. П. Рєзанов.
Освіта РАК було унікальним явищем в історії Росії кінця XVIII — початку XIX ст. Статут компанії був значною мірою скопійовано з іноземних монопольних торговельних об'єднань, насамперед французьких. Тут слід зробити ряд пояснень. Якщо говорити про унікальність РАК, то вона полягала насамперед у поєднанні торгово-промислових функцій з функціями державного управління: держава тимчасово делегувала компанії значну частину своїх повноважень. З іншого боку, у появі РАК не було нічого феноменального — вже в 1750-х рр. у Росії з'являються перші монополістичні торгові організації — Темерніковська, Перська і Середньоазіатська. Всі вони були акціонерними товариствами, а ряд положень в установчих документах першої з них дуже нагадував деякі пункти правил і привілеїв РАК (включаючи пізніші додавання і новації). РАК виникла не тільки під впливом іноземних аналогій типу Британської Ост-Індської компанії, але багато в чому завдяки вже були в Росії досвіду створення подібних організацій. При цьому держава, монополізуючи діяльність РАК, прагнуло утримати під своїм контролем купецький капітал і ініціативу, а також взяти участь у привласненні монопольних надприбутків за допомогою податкового перерозподілу без зайвих витрат зі свого боку.

## Правління

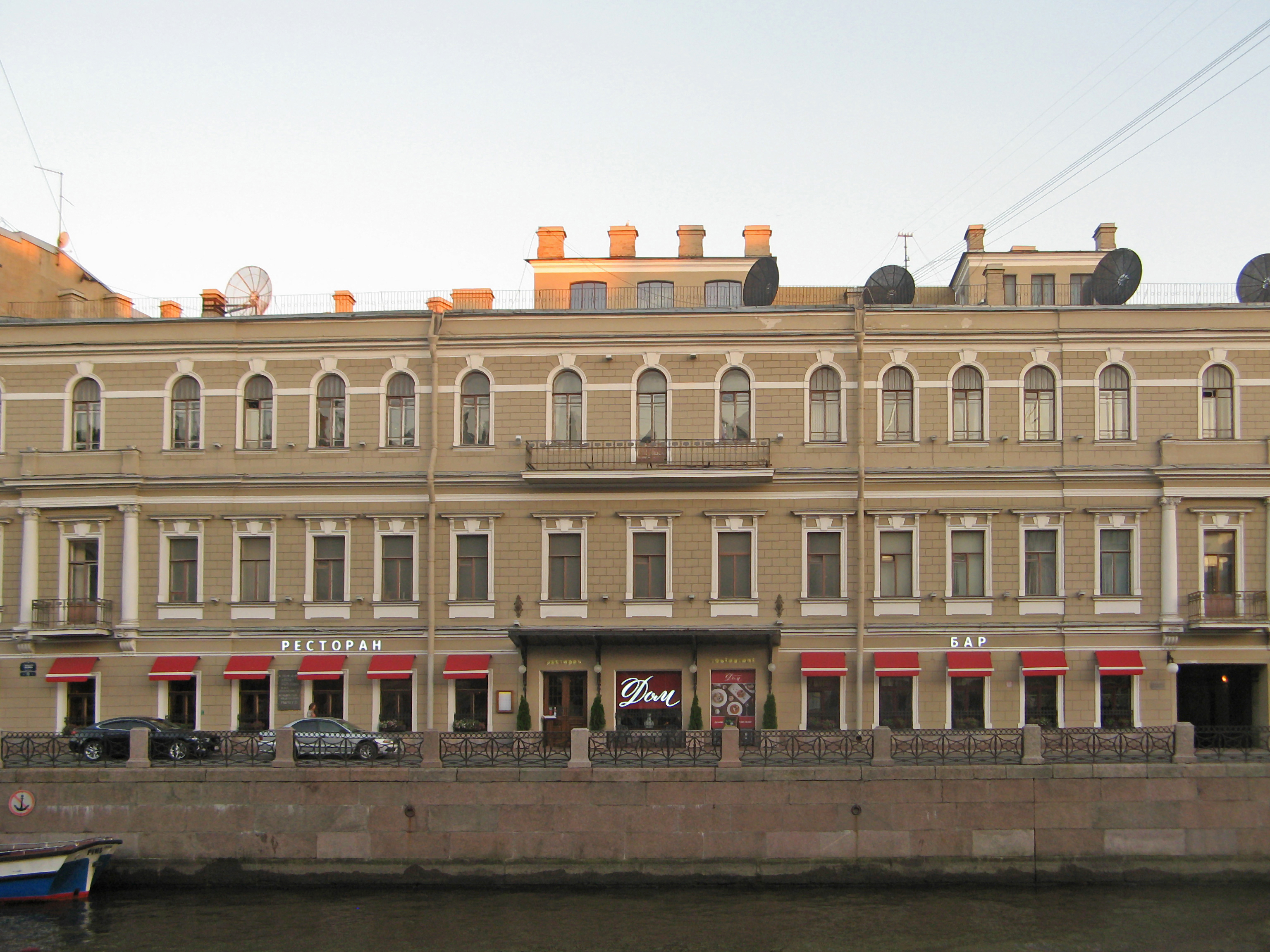
Будівля колишнього управління РАК. Санкт-Петербург, вул. Мийка, д. 72.

Російсько-американська компанія (РАК), остаточно оформилася улітку 1799 р., служила інструментом освоєння та колонізації Нового Світу. Вона являла собою результат своєрідного симбіозу інтересів вітчизняних підприємців та царської бюрократії. Спочатку РАК виникла як монопольне об'єднання декількох компаній в основному сибірських купців. Головну роль у ній грали іркутський купець 1-ї гільдії Микола Прокопович Мильніков і його сини Дмитро і Яків, а також спадкоємці відомого курського купця Григорія Івановича Шеліхова — його вдова Наталя Олексіївна, компаньйон Іван Іларіонович (Ларіонович) Голіков і зяті — багатий купець Михайло Матвійович Булдаков і обер-секретар сенату, дійсний статський радник і камергер Микола Петрович Рєзанов. Останній, будучи наближеним до імператорського двору, незабаром став неофіційним головою та заступником компанії перед царським урядом. Саме за його наполяганням Головне правління РАК було переведено в 1801 р. з Іркутська в Санкт-Петербург, а сама компанія знайшла риси напівдержавній монополії, коли до складу її акціонерів вступив сам імператор, члени царської прізвища і ряд великих сановників.
Будинок в Петербурзі , де в першій половині XIX ст. розміщувалася Російсько-американська компанія — пам'ятник історії федерального значення.
Спочатку РАК ще зберігала риси купецького об'єднання, оскільки у її керма управління перебували представники великого торговельного капіталу. До вищої управлінської еліти компанії ставилися директора, що знаходилися в Головному правлінні компанії (ДП РАК) в Санкт-Петербурзі, а також головні керівники російськими колоніями в Америці.
Першим головним правителем Російської Америки став у 1802 р. уродженець міста Каргополя іменитий купець Олександр Андрійович Баранов, з 1790 р. керував найбільш значною компанією Р. В. Шеліхова в Америці. Енергійний і непохитний, він зумів втілити в життя багато проектів свого патрона, передчасно помер у 1795 р. При цьому Баранов був не тільки першим головним правителем, але і єдиним представником купецького стану на цій відповідальній посаді. 1802 р. одночасно зі званням головного правителя російських колоній він отримав чин колезького радника, а в 1806 р. — орден Св. Анни 2-го ступеня, тобто був інкорпорований в чиновницьку ієрархію імперії і набув право на спадкове дворянство. На час правління Баранова припала російсько-індіанська війна, яка затримала просування росіян на південь Аляски.
До чиновницькому стану належали і наступники А. А. Баранова, послані йому на заміну Головним правлінням РАК з його численними проханнями.
25 серпня 1816 р. спеціальний рада при Головному правлінні компанії ухвалив рішення призначити головою колоніальної адміністрації капітан-лейтенанта Л. А. Гагемейстера. З цього часу посаду головного правителя Російської Америки став заміщатися виключно офіцерами військово-морського флоту зазвичай в чині капітана 1-го або 2-го рангу.
Призначений в 1854 р. головним правителем капітан 1-го рангу Степан Васильович Воєводський в серпні 1856 р. був зроблений царем в контр-адмірали за вміле керівництво ввіреними йому колоніями в суворі роки Кримської війни. Уникнути тоді розорення Руської Америки англо-французькою ескадрою вдалося завдяки спритності Головного правління РАК, зумів напередодні війни укласти сепаратний пакт про нейтралітет з британською Компанією Гудзонової затоки.
Природна залежність колоній від морських офіцерів, командували кораблями РАК, отримала своє логічне завершення у передачі їм всієї повноти виконавчої влади в Російській Америці через майже 20 років після утворення Російсько-американської компанії.
В результаті приходу до влади в колоніях морських офіцерів були ліквідовані багато права купецької вольниці, поліпшилося становище як російських, так і особливо місцевих жителів, у тому числі алеутів і креолів, що перебували на службі компанії. Втім, незабаром виявилися і серйозні недоліки. Морські офіцери призначалися правителями колоній на невеликі терміни, дивилися на своє перебування в Америці як на тимчасове явище. Хоча вони і були знаючими, чесними і добропорядними людьми, як правило, вони не дуже добре розбиралися в комерції, і економічні справи компанії після зміни Баранова залишали бажати кращого.
Прихід до влади в колоніях морських офіцерів був тільки початком якісного переродження вищої керівної еліти РАК. Підвалини для цього були закладені при перекладі Головного правління з Іркутська в Санкт-Петербург, що дозволило зосередити велику кількість акцій РАК в руках столичного чиновництва, офіцерства і царських сановників, які вже до кінця 1810-х рр. стали активно впливати на рішення, що приймаються загальними зборами акціонерів вищим органом компанії. Незважаючи на переказ Головного правління з Іркутська в Петербург, великі пакети акцій РАК продовжували перебувати в руках сибірського купецтва.
Вплив придворної знаті й бюрократії позначилося в більшій мірі при установі в 1804 р. спеціального тимчасового комітету (в 1813 р. він був перетворений в офіційно діючий рада) з трьох акціонерів РАК для вирішення політичних питань, не підлягали розголосу. Причому один з членів цього органу не обирався, а призначався в обов'язковому порядку зі складу Міністерства закордонних справ. Першими членами «політичного» комітету стали відомі державні діячі — тодішній морський міністр адмірал Н. С. Мордвинов, заступник міністра внутрішніх справ граф П. А. Строганов і представник МЗС таємний радник В. О. Вейдемейер.
При заснуванні компанії в 1799 р. планувалося, що її Головне правління має складатися з двох директорів, але вже в 1800 р. їх кількість збільшилася до чотирьох. Обиралися вони на загальних зборах акціонерів РАК, що мали право голосу (тобто які володіли не менше 10 акціями). Право бути обраними на посаду директора отримували тільки особи, які володіли не менше 25 акціями. Оскільки спочатку кожна акція коштувала понад 1000 руб., то природно, що потрапити до складу керівництва компанії могли лише дуже заможні люди. Влада директорів була досить значна, і прості акціонери не могли втручатися в їх діяльність і оскаржувати розпорядження: для цього необхідно було організувати загальні збори акціонерів, що було досить непростою справою.
За неповних 70 років управління Російської Америкою з боку Російсько-американської компанії складу її керівної еліти зазнав дуже істотних змін. Якщо спочатку керівництво РАК в колоніях і в метрополії складалося виключно з купців, хай і тісно пов'язаних з державними структурами (а в Росії інакше і бути не могло), то вже через 20 років після заснування РАК владу в колоніях перейшла в руки морських офіцерів. Ще майже через 15 років тільки з них починають рекрутироваться їх заступники. Проходить ще трохи більше 10 років, і купці остаточно втрачають контроль над Головним правлінням, а через десятиліття і зовсім зникають зі складу директорів РАК. Така еволюція була фактично відображенням трансформації самої компанії, зробила за цей період шлях від купецької організації під егідою Міністерства фінансів до державного Департаменту з управління заморськими територіями у вигляді своєрідного відгалуження Морського міністерства.
З середини 1840-х рр. вищий управлінський апарат Російсько-американської компанії остаточно перетворюється в специфічну напівдержавну структуру. Саме військово-бюрократична монополія найкраще відповідала склався в імперії суспільного ладу. Цей лад досяг свого апогею в середині XIX ст. і, значною мірою вичерпавши внутрішні резерви свого розвитку, почав швидко здавати позиції в пореформеній Росії. Ні РАК в цілому, ні її управлінська еліта не захотіли і не змогли врахувати віянь нової капіталістичної епохи, не встигли пристосуватися до нових реалій, перевівши економіку Російської Америки на «капіталістичні рейки», що спричинило за собою погіршення фінансового становища компанії в 1860-е рр. Таким чином, процес одержавлення, бюрократизації вищої управлінської еліти РАК став однією з непрямих причин продажу Аляски США у 1867 р. та подальшої ліквідації самої Російсько-американської компанії, що поки не знайшло належного відображення на сторінках вітчизняної та зарубіжної історіографії.
За сприяння російського уряду компанія 1804-1840 організувала 25 експедицій, в тому числі 15 навколосвітніх (В. Ф. Крузенштерна, Ю. Ф. Лисянського та ін).

## Посольства в Японії
З ім'ям Російсько-американської компанії пов'язані перші в історії Росії спроби встановити торгово-економічні відносини з Японією. Японія початку XIX ст. була закритою країною, фактична влада в якій належала феодальному роду Токугава, відомому своєю непримиренною політикою по відношенню до іноземців. Згідно з указами сьогунату ніхто, крім голландців, не мав права вести торгівлю на території Японії. Тим не менше навіть голландська торгівля, для якої був відведений порт Нагасакі, перебувала під суворим контролем чиновників сьогунату. Історія знає чимало прикладів спроб західних держав установити торговельні та політичні контакти з токугавской Японією, проте всі вони закінчувалися невдачами. У подібній обстановці «закритих дверей» з боку Японії Російсько-американська компанія вирішила направити туди свою експедицію для відкриття нових ринків збуту промислових товарів. Можливо, що як ще одне основне завдання, що стояло перед РАК, було підписання договору, за яким розраховувався поставляти в далекосхідні області Російської імперії японські товари. Діячі РАК бачили в цьому більш зручний спосіб забезпечити провіантом один із стратегічно важливих регіонів країни.
29 липня 1802 р. головне правління РАК звернулося до імператору Олександру I для отримання дозволу на відправку з Кронштадта першої російської навколосвітньої експедиції, з метою доставити в свої тихоокеанські володіння припаси і необхідні для кораблебудування матеріали. Основною метою було встановлення торгівлі з Китаєм і Японією, а потім і поширити сферу своєї діяльності і на сусідні країни. Для цього компанія просила забезпечити її досвідченими офіцерами та прикажчиками, а також сумою грошей в розмірі 250 тис. рублів.
Імператор Олександр I затвердив пропозицію в той же день. Начальником експедиції був призначений В. Ф. Крузенштерн, а його помічником став капітан-лейтенант Ю. Ф. Лисянський. У розпорядженні істориків є записка цареві міністра комерції Н. П. Румянцева «Про торзі з Японією». «Сама природа, поставила Росію сопредельно Японії і зближуючи обидві імперії морями, дає нам перед усіма торговими державами переваги та зручність у торгівлі, до якої нині наше купецтво, як здається, чекає токмо єдиного від уряду схвалення».
У день відплиття експедиції Олександр I особисто відвідав кораблі компанії «Нева» і «Надія», ніж підкреслив значення, яке надавалося посольству. Експедиція закінчилася в 1805 р., коли «Надія» покинула японські берега, так і не зумівши подолати бажання японських чиновників зберігати закрите положення країни. Однак був і ряд позитивних моментів. Так, наприклад, учасники експедиції змогли зібрати для Академії Наук колекцію зразків флори і фауни Японії, виробів ремесла, одяг, начиння, що дало могутній поштовх до наукового вивчення Японії в нашій країні. Крім того, експедиція сприяла знайомству двох сусідніх народів, підготувала ґрунт для їх подальшого зближення та підписання Симодского договору про початок торгівлі в 1856 р.

## Росіяни на Гаваях
У 1816 році доктор Шеффер, співробітник Російсько-американської компанії, прибув на острів Кауаї з місією визволення захопленого корабля «Беринг» і за особистою ініціативою домігся підписання прохання про протекторат правителем острова Каумуалії, васалом монарха Гавайського королівства Камехамехи I. Згодом імператор відмовився ратифікувати договір. Шефферу вдалося побудувати на острові три фортеці, руїни однієї з яких — Єлисаветинської — збереглися до наших днів.
Проте вже в 1817 році Шеффер був змушений покинути острів через агресивних дій американських підприємців і моряків, на бік яких взяв і Каумуалії, до якого дійшли відомості про реальні повноваження Шеффера.

## Форт-Росс
Епоха російської присутності в Каліфорнії почалася 30 серпня 1812 року. В цей день службовець Російсько-американської компанії Іван Кусков і його співробітники (25 російських і 80 індіанців) підняли прапор РАК в точці з координатами 38° 33' пн. ш. і 123°15' з.д.

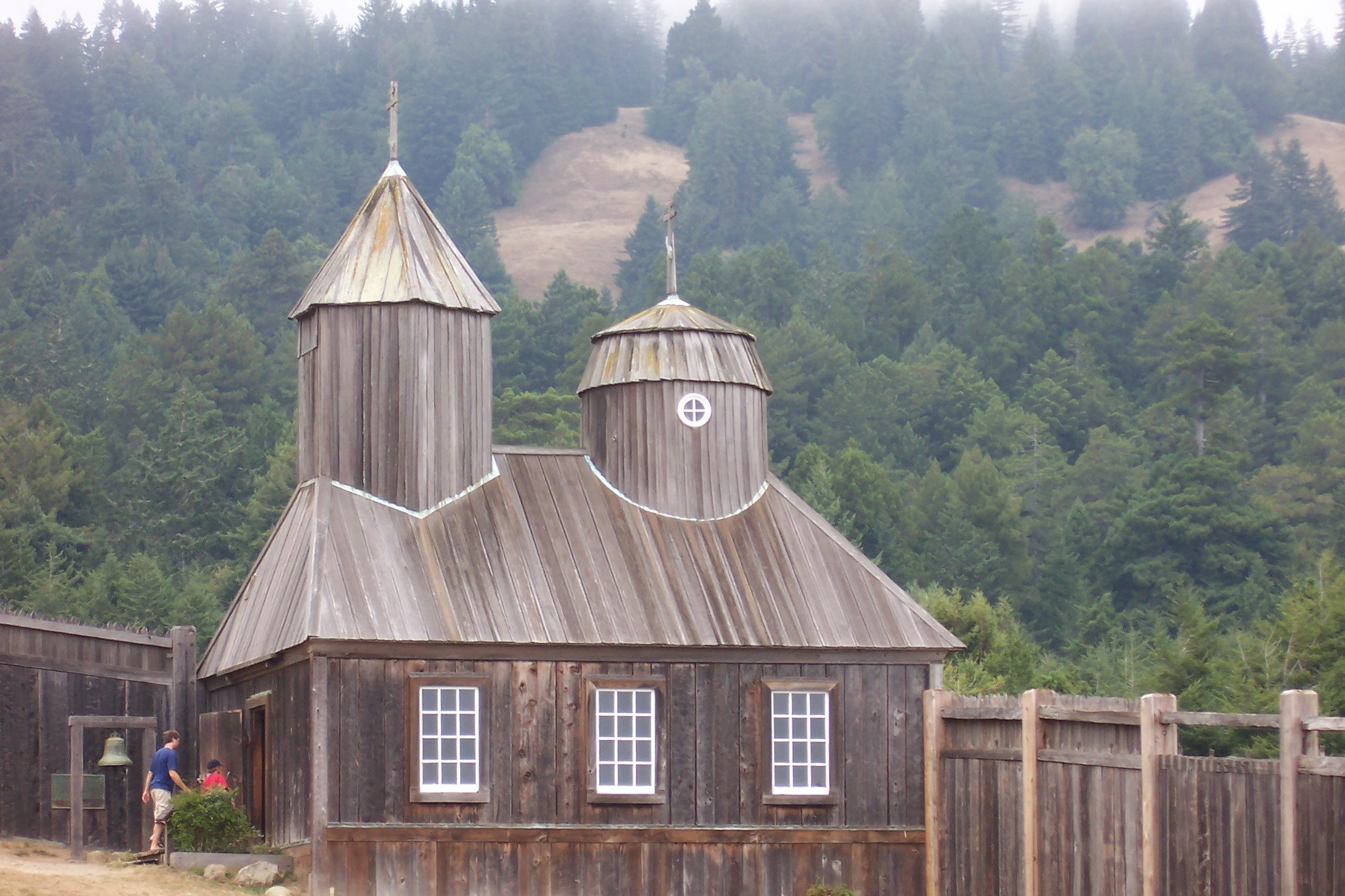
Форт-Росс, Каліфорнія

Остаточне рішення про початок будівництва російської поселення в Каліфорнії (фортеці Росс) головний правитель Російської Америки Олександр Баранов взяв в кінці 1811 року. До цього він двічі відправляв дослідницькі експедиції на пошуки відповідного місця. Експедиції очолював згаданий Іван Кусков, який поклав на створення і розвиток Російської Каліфорнії майже п'ятнадцять років свого життя. Його вибір припав на високий берег невеликої бухти на північ від затоки Бодега, в 15 верстах вище річки Слов'янки (сучасна Рашен-Рівер) і в 70 милях на північ від Сан-Франциско.

## Продаж Аляски
Ініціатором продажу Аляски виступило Міністерство фінансів на чолі з М. Х. Рейтерном, яка направила імператору Олександру II спеціальну записку від 16(28) вересня 1866 р., в якій вказувало на необхідність строгої економії коштів і відмови від різного роду субсидій. Крім того, Рейтери підкреслював, що для нормального функціонування імперії був потрібний трирічний іноземна позика за 15 млн руб. в рік. У цих умовах навіть отримання частини цієї суми представляло для уряду певний інтерес. Продаж Аляски змогла б забезпечити значну частину вказаної суми, одночасно позбавивши казну від обтяжливих щорічних дотацій РАК в розмірі 200 000 руб. сріблом.
До практичної реалізації цього проекту уряд приступив після приїзду з Вашингтона російського посланника Е. А. Стекля, активно лобіював поступку Аляски США. Після його зустрічей з вів. кн. Костянтином і Рейтерном, останній представив канцлеру А. М. Горчакову 2(14) грудня 1866 р. записку про доцільність угоди зі Сполученими Штатами.
Аналогічна записка була представлена главі Мзс князю А. М. Горчакову і від Морського міністерства, на чолі з вів. кн. Костянтином.
16(28) грудня відбулася секретна «особливе засідання», на якому були присутні вів.кн. Костянтин, Горчаков, Рейтери, Стекль і віце-адмірал Н. К. Краббе (від Морського міністерства) на чолі з імператором Олександром II. Саме ці люди і вирішили долю Російської Америки. Всі вони одноголосно висловилися за її продаж США.
Після прийняття верховними владою Російської імперії остаточного рішення по «аляскинскому питання» Стекль негайно, вже в січні 1867 р., покинув Санкт-Петербург, а 15 лютого прибув у Нью-Йорк. У березні почалися нетривалі переговори, а сам договір про продаж Росією Аляски за 7 млн доларів золотом був підписаний 18 (30) березня 1867 р. (Територія площею 1 519 тис. км² була продана за 7,2 мільйона доларів золотом, тобто менше ніж за 5 центів за гектар). І тільки 7(19) квітня керівництво РАК було повідомлено про цей факт.

## Прапор Компанії
Прапор Російсько-американської компанії був затверджений імператором Олександром І у 1806 році. Це був перший спеціальний прапор, подарований російським урядом приватної компанії. З пропозицією про створення такого прапора виступив міністр Н. П. Румянцев, який приділяв особливу увагу компанії і особисто фінансував кілька наукових експедицій. Прапор був представлений Головному правлінню компанії в Санкт-Петербурзі 19 вересня 1806 року. Компанії наказувалося використовувати прапор як кріпак і морський.
Прапор РАК мав три смуги: червону нижню, середню синю і верхню більш широку білу. На білій смузі розташовувався двоголовий орел, що тримає в пазурах стрічку з написом «Россійской Американської Компаніи». На грудях орла розташовувався червоний щит із зображенням Святого Георгія.
З 1818 по 1831 роки в РАК працював спеціально найнятий професійний художник, який малював прапори та емблеми.
Прапор Російсько-американської компанії майорів над Аляскою до 18 жовтня 1867 року. Пізніше його замінив прапор США.

## Список голів ради директорів РАК
| # | Ім'я                               | Початок терміну | Кінець терміну |
| - | ---------------------------------- | --------------- | -------------- |
| 1 | Михайло Матвійович Булдаков        | 1799            | 1827           |
| 2 | Іван Васильович Прокоф'єв          | 1827            | 1844           |
| 3 | Фердинанд Петрович фон Врангель    | 1844            | 1850           |
| 4 | Володимир Гаврилович Політковський | 1850            | 1866           |
| 5 | Єгор Єгорович фон Врангель         | 1866            | 1867           |

## Керуючі Російсько-американської компанії
| #  | Ім'я                                        | Початок терміну | Кінець терміну  |
| -- | ------------------------------------------- | --------------- | --------------- |
| 1  | Олександр Андрійович Баранов (1746—1819)    | 9 липня 1799    | 11 січня 1818   |
| 2  | Леонтій Андріанович Гагемейстер (1780—1833) | 11 січня 1818   | 24 жовтня 1818  |
| 3  | Семен Іванович Яновский (1788—1876)         | 24 жовтня 1818  | 15 жовтня 1820  |
| 4  | Матвій Іванович Муравйов (1784—1826)        | 15 жовтня 1820  | 14 жовтня 1825  |
| 5  | Петро Єгорович Чистяков (1790—1862)         | 14 жовтня 1825  | 1 червня 1830   |
| 6  | Фердинанд Петрович Врангель (1797—1870)     | 1 червня 1830   | 29 жовтня 1835  |
| 7  | Іван Антонович Купреянов (1800—1857)        | 29 жовтня 1835  | 25 травня 1840  |
| 8  | Адольф Карлович Етолін (1798—1876)          | 25 травня 1840  | 9 липня 1845    |
| 9  | Михайло Дмитрович Тебеньков (1802—1872)     | 9 липня 1845    | 14 жовтня 1850  |
| 10 | Микола Яковлевич Розенберг (1807—1857)      | 14 жовтня 1850  | 31 березня 1853 |
| 11 | Олександр Ільїч Рудаков (1817—1875)         | 31 березня 1853 | 22 квітня 1854  |
| 12 | Степан Васильйович Воеводский (1805—1884)   | 22 квітня 1854  | 22 червня 1859  |
| 13 | Іван Васильйович Фуругельм (1821—1909)      | 22 червня 1859  | 2 грудня 1863   |
| 14 | Дмитро Петрович Максутов (1832—1889)        | 2 грудня 1863   | 18 жовтня 1867  |